# Alien (musikalbum)
Alien är rockbandet Aliens självbetitlade debutalbum. Skivan spelades in 1988, i Kalifornien på Sound City i Hollywood producerad av Chris Minto med undantag av Only One Woman. Den spelades in på Polar Studios i Stockholm producerad av Mark Dearnley. Den mest kända låten är "Only One Woman", som hamnade på Topplistans förstaplats i 5 veckor och varade på listan i 20. "Brave New Love" spelas under eftertexterna till filmen The Blob från 1988.

## Låtlista
Alien
Virgin 259 198
1. Brave New Love - 3:53
2. Tears Don't Put Out the Fire - 4:09
3. Go Easy - 3:40
4. I've Been Waiting - 5:03
5. Jaime Remember - 4:41
6. Feel My Love - 3:46
7. Only One Woman - 4:12
8. Wings of Fire - 3:24
9. Dying by the Golden Rule - 3:50
10. Touch My Fire - 3:58
11. Dreamer - 4:41
12. Mirror - 4:29

Alien (Internationell Version)
Virgin 259 775
1. Tears Don't Put Out the Fire [Ny mix] - 4:33
2. Go Easy [Ny mix] - 3:49
3. I've Been Waiting [Ny mix] - 5:10
4. Jaime remember - 4:44
5. Feel My Love [Ny mix] - 3:47
6. Only One Woman [Ny mix] - 4:35
7. Brave New Love - 4:01
8. The Air That I Breathe - 4:37
9. Touch My Fire - 4:06
10. Now Love - 4:25

1989 släpptes en internationell version av skivan med en annorlunda låtordning, delvis ommixad och några låtar borttagna. Två nya låtar, The Air That I Breathe samt Now Love, sjungs av nya sångaren Pete Sandberg och är inspelade på Bohus Studio i Sverige och PUK Studios i Danmark, producerade av Tony Borg och Dille.

## Bandet
- Jim Jidhed - Sång
- Tony Borg - Gitarr
- Ken Sandin - Bas
- Jimmy Wandroph - Keyboards
- Toby Tarrach - Trummor